# Малур (река)

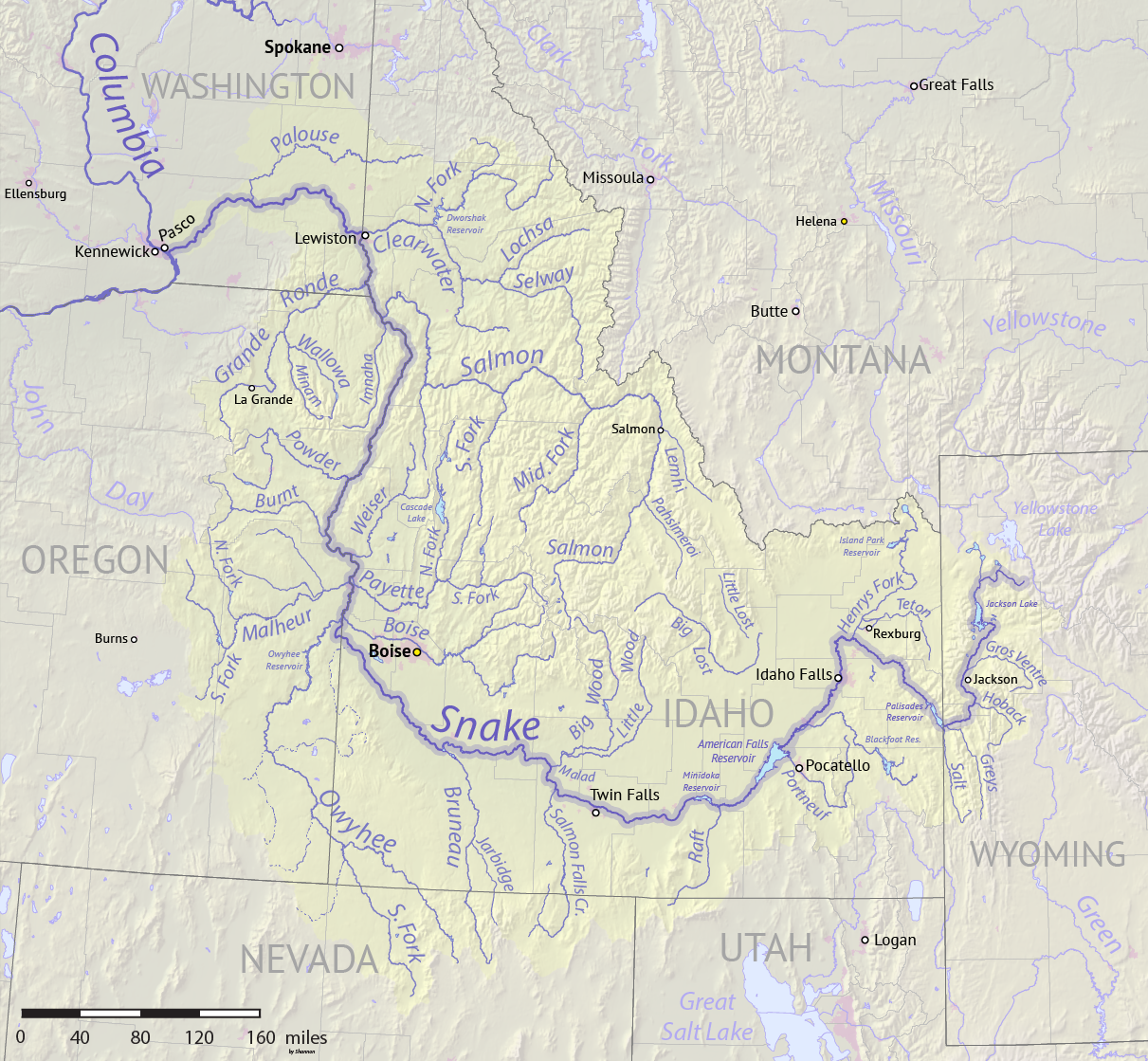
Малур на схеме бассейна реки Снейк

Малу́р (англ. Malheur River) — река на востоке штата Орегон, США. Левый приток реки Снейк, которая в свою очередь является притоком реки Колумбия. Длина составляет около 306 км; площадь бассейна — 12 173 км². Средний расход воды составляет 6 м³/с.
Берёт начало на юге округа Грант, в южной части хребта Блу-Маунтинс. Течёт сперва на юг через национальный лес Малур, затем — на юго-восток, через город Друзи и водохранилище Ворм-Спрингс. В районе Риверсайда принимает крупный приток Саут-Форк, после чего резко поворачивает на север и течёт в этом направлении до города Джунтура, где река принимает приток Норт-Форк и отклоняется к северо-востоку. Впадает в Снейк в 3 км к северу от города Онтэрио. Высота устья — 650 м над уровнем моря.
В нижнем течении вода реки используется для орошения.